# Erika Rosenberg-Band

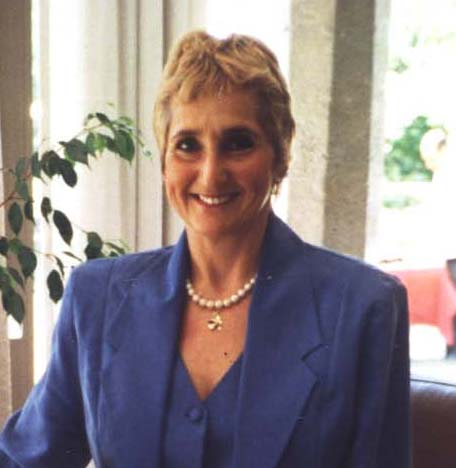
Erika Rosenberg im Jahr 2000

Erika Rosenberg-Band (* 24. Juni 1951 in Buenos Aires, Argentinien) ist eine deutsche Schriftstellerin, Dolmetscherin, Übersetzerin, Journalistin und die Biografin von Oskar Schindler und Emilie Schindler.

## Leben und Wirken
Erika Rosenberg-Band wurde als Tochter deutscher Juden in Buenos Aires, Argentinien, geboren. Ihre Eltern, ein Jurist und eine Ärztin, flohen 1936, noch vor dem Holocaust, über Paraguay nach Argentinien.
1990 lernte sie Emilie Schindler kennen. Ihre intensiven Gespräche führten nicht nur zu einer Freundschaft, sondern auch zu über 70 Stunden Tonbandaufnahmen, aus denen Rosenberg-Band 1997 die Biografie „In Schindlers Schatten“ fertigte. Unter den Titeln „Ich, Emilie Schindler“ sowie „Ich, Oskar Schindler“ veröffentlichte sie die überarbeiteten Biografien der Schindler-Witwe. Als Emilie Schindler am 5. Oktober 2001 starb, wurde Rosenberg-Band eine ihrer Erben. Im Oktober 2012 erschien auf der Frankfurter Buchmesse das Werk „Schindlers Helfer“, das sich mit den über 32 Helfern, die die Schindlers zwischen 1939 und 1945 unterstützten, befasst.
Rosenberg-Band arbeitete im argentinischen Auswärtigen Amt, wo sie zukünftige Diplomaten ausbildete. Sie lehrte an der Katholischen Universität zu Buenos Aires und war als Dozentin am Goethe-Institut tätig.
Rosenberg-Band schrieb in zwei Sprachen eine Biographie über Wilhelm Lehmann, Gründer der Stadt Rafaela, einen Essay über Ernesto „Che“ Guevara sowie über das Leben der Seligen Maria Restituta Kafka, einer Märtyrin des Widerstands. Sie übersetzte unter anderem Texte von Sigmund Freud, Nikolaus von Kues, Carl Andresen („Justin und der mittlere Platonismus“), das Tagebuch von Romano Guardini.
Rosenberg-Band schrieb ein Werk über Oskar Schindlers Tätigkeit in der Canaris-Abwehr, welches auch den Prager Prozess, das Budapester Netz sowie erste Kontakte zu jüdischen Organisationen umfasst. Weiterhin werden darin „Schindler im Dienste von Simon Wiesenthal als Nazijäger nach dem Krieg“ sowie das erste Drehbuch „Bis zur letzten Stunde“ beschrieben.
Das Werk von Rosenberg-Band über Papst Franziskus, ihren Landsmann José Bergoglio aus Buenos Aires, erschien 2015. Am 22. August 2016 wurde ihr Werk „Das Glashaus. Carl Lutz und die Rettung ungarischer Juden vor dem Holocaust“ bei Langen Müller Herbig, München, veröffentlicht. Im Juli 2016 verfasste sie ein Werk über die Chronik einer Franziskanerin, die zusammen mit vier anderen Schwestern 1939 Österreich verließ und eine Kongregation in Buenos Aires gründete: „Es war einmal ...“. Das Buch erschien in zwei Sprachen.

Erika Rosenberg vertritt Argentinien im Internationalen Rat des Vereins Österreichischer Auslandsdienst.

## Ehrungen und Auszeichnungen
Rosenberg-Band wurde 2015 mit dem Bundesverdienstkreuz am Bande an der Deutschen Botschaft in Buenos Aires ausgezeichnet. Am 15. März 2016 wurde Erika Rosenberg mit dem Austrian Holocaust Memorial Award in der österreichischen Botschaft zu Buenos Aires ausgezeichnet.

## Werke
- In Schindlers Schatten. Emilie Schindler erzählt ihre Geschichte. Kiepenheuer & Witsch, Köln 1997, ISBN 3-462-02585-6.
- Ich, Oskar Schindler: Die persönlichen Aufzeichnungen, Briefe und Dokumente. Herbig, München 2001, ISBN 3-7766-2204-0.
- Ich, Emilie Schindler. Erinnerungen einer Unbeugsamen. Herbig, München 2001, ISBN 3-7766-2230-X.
- Oskar Schindler. Seine unbekannten Helfer und Gegner. Lit, Berlin / Münster 2012, ISBN 978-3-643-11884-4.
- Als ich mit dem Papst U-Bahn fuhr. Jose Bergoglio aus Buenos Aires. Herbig, München 2015, ISBN 978-3-7766-2753-4.
- Das Glashaus. Carl Lutz und die Rettung ungarischer Juden vor dem Holocaust, Herbig, München ISBN 978-3-7766-2787-9